# Capital IQ
Capital IQ (рус. Капитал Ай Кью) — американская компания, являющаяся поставщиком информационных и аналитических услуг для инвестиционных компаний, банков, корпораций, консалтинговых фирм и университетов по всему миру. с 28 апреля 2016 года - после ребрэндинга материнской компании - называется S&P Global Market Intelligence. Является подразделением Standard & Poor's и частью McGraw-Hill Companies.
Штаб-квартира компании расположена в Нью-Йорке. 

## История
Компания основана в 1998 году Стивом Тёрнером, Рандалом Уинном 
и Нилом Голдманом в Нью-Йорке. В 2004 году они продают Capital IQ за $200 млн корпорации McGraw-Hill.

## Деятельность
Капитал IQ предоставляет финансовую информацию о компаниях при помощи различных программных приложений, которые позволяют финансовым специалистам анализировать положение компании на рынке, строить финансовые модели и выполнять другие финансовые задачи. Капитал IQ обслуживает более 4200 клиентов, в том числе инвестиционные банки, фирмы по управлению инвестициями, частные инвестиционные фонды, университеты, консультантов и корпорации. 

## Правление
- Рандал Уинн - главный управляющий
- Эндрю Макдоннел - старший вице-президент
- Ян Роснер - старший вице-президент по EMEA
- Кэвин Блек - вице-президент по информационной стратегии
- Карсон Бонек - управляющий SystematIQ
- Tom Bubeck - управляющий коммерческими и юридическими делами
- Джей Захтер - старший вице-президент и директор по корпоративной стратегии[2]

## Конкуренты
Основными конкурентами являются Bloomberg, Thomson Financial, Reuters, LexisNexis, Factset.

## Интересные факты
Первоначальный офис Capital IQ был разрушен в результате терростических актов 11 сентября 2001 года.